# Kurt Meisel
Kurt Meisel (18 de agosto de 1912 - 4 de abril de 1994) fue un actor y director de cine austriaco.

## Filmografía (selección)

### Actor
- Odessa (1974)
- El rebelde (1969)
- El congreso se divierte (1966)
- El día más largo  (1966)
- Tiempo de amar, tiempo de morir (A Time to Love and a Time to Die), de Douglas Sirk (1958)
- La huella conduce a Berlín (1952)
- La ciudad soñada (1942)
- El gran rey (1942)
- Concierto en la corte (1936)
- La novena sinfonía (1936)

### Director
- La mano roja (1960)
- Kriegsgericht (1959)

## Premios
- Nominado en el Festival de Cannes de 1959 por la película Kriegsgericht.